# Vippefyret
Skagens Vippefyr er et fyr beliggende i Skagen i Vendsyssel. Det oprindelige vippefyr, der er det første af sin art i Danmark, blev bygget i 1627. En tro kopi står nu på samme sted. Vippefyret afløste et tidligere såkaldt papegøjefyr og var i drift indtil 1747, da det Hvide Fyr blev indviet.